# Barbara Stępniewska-Holzer
Barbara Stępniewska-Holzer (ur. 6 października 1941 w Warszawie) – polska historyczka. 

## Życiorys
Absolwentka Wydziału Historycznego Uniwersytetu Warszawskiego (1964). Pracę doktorską obroniła w 1970 (Islam w kulturze społeczeństwa państw nadnigeryjskich w XIV–XVI w.). Habilitowała się w 1991 na Uniwersytecie Wrocławskim (Rozpowszechnianie się Islamu w Sudanie Zachodnim od XII do XVI wieku). Od 2002 profesor UW. Pracowała w latach 1970–1981 w Studium Afrykanistycznym UW, 1981–1993 Instytucie Orientalistycznym UW. W latach 1993–2000 pracownik Filii UW w Białymstoku, później Uniwersytetu w Białymstoku (w latach 1995–2000 dyrektor Instytutu Historii UwB). Od 1999 pracownik w Ośrodku Badań Tradycji Antycznej Europy Środkowowschodniej UW, obecnie Wydział „Artes Liberales” UW. Zajmuje się historią XIX wieku. 
Jej mężem był historyk i politolog Jerzy Holzer.

## Wybrane publikacje
- Rozpowszechnianie się islamu w Sudanie Zachodnim od XII do XVI wieku, Wrocław: Zakład Narodowy im. Ossolińskich Wydawnictwo PAN 1972.
- Muhammad Ali: narodziny nowoczesnego państwa egipskiego, Wrocław: Zakład Narodowy im. Ossolińskich 1978.
- Bariery modernizacji: studium z dziejów Egiptu w pierwszej połowie XIX wieku, Warszawa: WN UW 1990 (wyd. 2 – Warszawa: Wydawnictwa UW 1994).
- Życie codzienne na Bliskim Wschodzie w XIX wieku, Warszawa: Państwowy Instytut Wydawniczy 2002.
- (współautor: Jerzy Holzer), Egipt: stulecie przemian, Warszawa: Collegium Civitas – Wydawnictwo Akademickie Dialog 2006 (wyd. 2 popr. i rozsz. 2008).
- Żydzi na Białorusi: studium z dziejów strefy osiedlenia w pierwszej połowie XIX w., Warszawa: Wydawnictwa Uniwersytetu Warszawskiego 2013.